# Günther (Familienname)
Günther oder Guenther ist ein Familienname.
Der Nachname Günther geht auf die patronymische Namensbildung zurück. Dabei bildet sich der Nachname aus dem Vornamen des Familienvaters. Es existieren zahlreiche Schreibvarianten und auch Zusammensetzungen wie Güntherberg.

## Namensträger

### A
- Adam Günther (1862–1940), deutscher Stadtbautechniker und Archäologe
- Adelheid Günther (1834–1865), deutsche Opernsängerin (Sopran) und Theaterschauspielerin
- Adolf Günther (1881–1958), deutscher Rechts- und Staatswissenschaftler
- Adolf Günther-Marx (1890–1951), Schweizer Fabrikant
- Agnes Günther (1863–1911), deutsche Schriftstellerin
- Albert Günther (Zoologe) (1830–1914), deutscher Zoologe
- Albert Günther (Politiker) (1904–1980), deutscher Politiker (CDU)
- Albrecht Erich Günther (1893–1942), deutscher Publizist
- Alfred Günther (Beamter) (1876–nach 1961), deutscher Finanzbeamter
- Alfred Günther (Schriftsteller) (1885–1969), deutscher Schriftsteller und Journalist
- Alfred Günther (Aktivist) (1894–nach 1933), deutscher politischer Aktivist
- Alwin Günther (1906–1979), deutscher Politiker (KPD/SED) und Gewerkschafter
- Andreas Günther (Baumeister) (Andreas Günther von Komotau; † 1541), deutscher Architekt und Baumeister
- Andreas Günther (Bürgermeister) (1502–1570), Jurist, Stadtschreiber und Bürgermeister der Oberlausitzischen Stadt Kamenz
- Andreas Günther (Pfarrer) (1634–1709), ungarisch-deutscher Pfarrer
- Andreas Günther (1913–1992), deutscher Hörfunkjournalist, siehe Elef Sossidi
- Andreas Günther (Regisseur), deutscher Theaterregisseur und Journalist
- Andreas Guenther (Schauspieler) (* 1973), österreichisch-deutscher Schauspieler
- Andreas Günther (Radsportler), deutscher Radsportler
- Anja Günther (* 1983), deutsche Beachvolleyballspielerin
- Annett Günther  (* 1963), deutsche Diplomatin
- Antal Günther (1847–1920), ungarischer Politiker, Journalist und Justizminister
- Anton Günther (Philosoph) (1783–1863), österreichischer Theologe und Philosoph
- Anton Günther (Volksdichter) (1876–1937), deutscher Volksdichter und Sänger
- Armin Günther (1924–2003), deutscher Fußballspieler
- Arthur Günther (1885–1974), deutscher Heimatforscher, Schriftsteller und Kommunalpolitiker
- Artur Günther (1893–1972), deutscher Filmarchitekt
- Astrid Günther-Schmidt (* 1962), deutsche Ökonomin und Politikerin (Bündnis 90/Die Grünen)
- August Günther (Landrat) (1909–1989), deutscher Landrat und Oberkreisdirektor
- August Adolph Günther (1779–1842), preußischer Baubeamter und Lehrer
- August Friedrich Günther (1806–1871), deutscher Militärarzt und Hochschullehrer

### B
- Bastian Günther (* 1974), deutscher Regisseur
- Benno Günther (1861–1939), sächsischer Generalmajor
- Bernd Günther (Künstler) (1944–2019), deutscher Maler, Grafiker und Buchillustrator
- Bernd Günther (* 1951), deutscher Politiker (CDU), Bürgermeister von Mettmann
- Bernhard Günther (Politiker) (1906–1981), deutscher Politiker (CDU)
- Bernhard Günther (Cellist, 1926) (1926–nach 1977), deutscher Cellist und Hochschullehrer
- Bernhard Günther (Manager) (* 1967), deutscher Manager
- Bernhard Günther (Cellist, 1970) (* 1970), schweizerisch-deutscher Cellist, Musikwissenschaftler, Dramaturg und Herausgeber
- Bertha Günther (1894–1975), deutsche Tänzerin und Eurythmielehrerin
- Berthold Günther (1930–1985), deutscher Zoodirektor und Politiker (SPD)
- Britta Günther (* 1970), deutsche Historikerin und Archivarin

### C
- Camillo Günther (1881–1958), deutscher Architekt
- Carl Günther (Schauspieler, 1786) (1786–1840), deutscher Schauspieler und Sänger (Bass)
- Carl Günther (Schauspieler, 1808) (1808–1859), deutscher Schauspieler und Opernregisseur
- Carl Günther (Schauspieler, 1885) (auch Karl Günther; 1885–1951), österreichischer Schauspieler
- Carl Günther (Sänger, 1885) (1885–1958), deutscher Sänger (Tenor)
- Carl Günther (Lehrer) (1890–1956), Schweizer Lehrer und Seminardirektor
- Carl Wilhelm Günther (Sänger) (1809–1859), deutscher Opernsänger (Bass) und Theaterschauspieler
- Carl Wilhelm Günther (Verleger) (1878–1956), deutscher Musikverleger
- Carsten Günther (* 1969), deutscher Jurist und Richter am Bundesverwaltungsgericht
- Christian Günther (Politiker, 25. Dezember 1886) (1886–1966), schwedischer Politiker
- Christian Günther (Politiker, 29. Dezember 1886) (1886–1953), deutscher Politiker (DVP), MdR
- Christian Günther (Musiker) (1933–2014), deutscher Kirchenmusiker, Chorleiter und Musikforscher
- Christian Günther (Physiker) (* 1936), deutscher Kernphysiker und Hochschullehrer
- Christian Günther (Moderator) (1938–2001), deutscher Moderator, Sprecher und Schauspieler
- Christian Günther (Künstler) (* 1941), deutscher Maler und Zeichner
- Christian Günther (Schriftsteller) (* 1974), deutscher Schriftsteller
- Christian August Günther (Jurist) (1758–1839), deutscher Jurist
- Christian August Günther (Künstler) (1760–1824), deutscher Maler, Zeichner und Kupferstecher
- Claus Günther (1931–2025), deutscher Autor und Zeitzeugen-Aktivist
- Cornelia Günther (* 1969), deutsche Basketballspielerin
- Cyriakus Günther (1650–1704), deutscher Kirchenlieddichter

### D
- Daniel Günther (* 1973), deutscher Politiker (CDU), Ministerpräsident von Schleswig-Holstein
- Daniel Günther (Volleyballspieler) (* 2005), deutscher Volleyballspieler
- Daniel Erhard Günther (1752–1834), deutscher Mediziner und Hochschullehrer
- Dennis Günther (1979–2015), deutscher Motorradrennfahrer
- Detlef Günther (Künstler) (* 1958), deutscher Künstler und Erfinder
- Detlef Günther (Chemiker) (* 1963), deutscher Chemiker und Hochschullehrer
- Dettlef Günther (* 1954), deutscher Rennrodler
- Dieter Günther (* 1943), deutscher Geologe und Bibliothekar
- Dietmar Günther (* 1961/1962), deutscher Basketballtrainer
- Dominik Günther (* 1973), deutscher Theater-Regisseur, Schauspieldozent und Autor
- Donate Günther (* 1960), deutsche Psychologin und Verlegerin
- Doris Günther (Unternehmerin) (1919–2009), deutsche Unternehmerin und Mäzenin
- Doris Günther (Snowboarderin) (* 1978), österreichische Snowboarderin
- Dorothee Günther (1896–1975), deutsche Tänzerin

### E
- Eberhard Günther (Jurist) (1911–1994), deutscher Jurist und Autor
- Eberhard Günther (Verleger) (* 1931), deutscher Verleger
- Eberhard Günther (Unternehmer) (1945–2015), deutscher Unternehmer
- Edeltraud Günther (* 1965), deutsche Wirtschaftswissenschaftlerin
- Egon Guenther (1921–2004), Galerist und Kunstsammler
- Egon Günther (1927–2017), deutscher Filmregisseur
- Egon Günther (Autor) (* 1953), deutscher Maler, Autor und Übersetzer
- Ekke Wolfgang Guenther (1907–1995), deutscher Paläontologe und Geologe
- Elisabeth Günther (* 1966), deutsche Schauspielerin und Synchronsprecherin
- Elisabeth Günther (Archäologin) (* 1988), deutsche Klassische Archäologin und Numismatikerin
- Else Günther (auch Else Günther-Junghans, eigentlich Else von Friesen-Zebrowski; 1912–nach 1973), deutsche Sängerin und Schriftstellerin
- Emanuel Günther (* 1954), deutscher Fußballspieler
- Emil Günther (Autor) (1853–1927), Schweizer Mundartautor
- Emil Günther (Sänger) (1862–nach 1903), österreichischer Opernsänger (Tenor)
- Emil Günther (Glasmaler) (1875–1964), deutscher Glasmaler
- Emil Günther (Politiker) (1893–1976), deutscher Politiker
- Emil Günther (Kriegsverbrecher) († 1946)
- Erich Günther (Pädagoge) (1886–1951), deutscher Pädagoge
- Erich Günther (Architekt) (1905–?), deutscher Architekt und Maler
- Erika Günther (1929–2013), deutsche Slawistin
- Ernst Günther (1787–1852), deutscher Politiker, siehe Johann Ernst Günther
- Ernst Günther (Mediziner) (1888–1949), deutscher Generalstabsarzt
- Ernst Günther (Schauspieler) (1933–1999), schwedischer Schauspieler
- Ernst Günther (Schriftsteller) (1938–2021), deutscher Schriftsteller und Zirkushistoriker
- Ernst Friedrich Günther (1789–1850), deutscher Jurist und Übersetzer
- Erwin Günther (Maler) (1864–1927), deutscher Marinemaler der Düsseldorfer Schule
- Erwin Günther (Mundartsprecher) (1909–1974), deutscher Heimatkünstler
- Eugen Günther (1878–1963), deutscher Schauspieler
- Eugenie Günther (1810–1874), siehe Jenny Blum
- Eva Günther-Gräff (* 1968), deutsche Juristin und Richterin am Bundesarbeitsgericht

### F
- Felix Günther (Industrieller) (Felix Reinhold Günther; 1871–1952), deutscher Industrieller
- Felix Günther (Historiker) (1877–1955), deutscher Historiker und Museumsdirektor
- Felix Günther (Komponist) (1886–1951), österreichischer Komponist und Kapellmeister
- Florian Günther (* 1963), deutscher Schriftsteller
- Frank Günther (1947–2020), deutscher Übersetzer
- Franz Günther (Theologe) († 1528), deutscher Theologe und Prediger
- Franz Adolph Guenther (1820–1880), deutscher Rittergutsbesitzer und Reichstagsabgeordneter
- Franz Christoph Günther (1770–1848), deutscher katholischer Priester
- Franz Johannes Günther, Generaldirektor der Anatolischen Eisenbahngesellschaft, Mitglied der Deutsch-Türkischen Vereinigung
- Frederik F. Günther (* 1989), deutscher Schauspieler
- Frieder Günther (* 1971), deutscher Neuzeithistoriker
- Friedrich Günther (Schauspieler) (1750–nach 1790), deutscher Schauspieler
- Friedrich Günther (Politiker, 1791) (1791–1848), deutscher Arzt und Politiker, Bürgermeister von Düren
- Friedrich Günther (Tiermediziner) (1794–1858), deutscher Veterinärmediziner
- Friedrich Günther (Politiker, II), deutscher Politiker, MdL Anhalt
- Friedrich Günther (Jurist) (1880–nach 1944), deutscher Jurist
- Friedrich Christian Günther (1726–1774), deutscher Ornithologe
- Friedrich Joachim Günther (1814–1877), deutscher Pädagoge und Zeitungsredakteur
- Fritz Günther (1857–1907), deutsch-böhmischer Kunsthistoriker, Archäologe und Museumsdirektor, siehe Anton Kisa
- Fritz Günther (Chemiker) (1877–1957), deutscher Chemiker
- Fritz Günther (Physiker) (1912–2005), deutscher Physiker

### G
- Georg Günther (Politiker) (1808–1872), deutscher Politiker
- Georg Günther (Autor) (1845–1923), deutscher Lehrer und Schriftsteller
- Georg von Guenther (1858–1942), deutscher Verwaltungsbeamter
- Georg Günther (Manager) (1869–1945), deutsch-österreichischer Industriemanager
- Georg Günther (Maler, 1886) (1886–1968), deutscher Maler
- Georg Günther (Maler, 1891) (1891–1969), ukrainisch-deutscher Maler
- Georg Günther (Mediziner) (1907–1994), deutscher Augenarzt
- Georg Günther (Politiker, 1988) (* 1988), deutscher Politiker der CDU, MdB
- Georg Friedrich Karl Günther (1787–1825), deutscher Pädagoge
- George von Günther (1655–1724), kurfürstlich-sächsischer und königlich-polnischer Oberforst- und Wildmeister
- Gerhard Günther (Theologe) (1889–1976), deutscher Theologe
- Gerhard Günther (Historiker) (1930–2023), deutscher Jurist, Archivar und Historiker
- Gerhard Günther (Politiker) (1955–2015), deutscher Politiker (CDU)
- Gitta Günther (* 1936), deutsche Archivarin und Sachbuchautorin, 1959 bis 2001 Stadtarchivarin in Weimar, Thüringen
- Gotthard Günther (1900–1984), deutscher Philosoph und Logiker
- Gregor Günther (Kirchenrechtler) (vor 1480–1519), deutscher Kirchenjurist
- Gregor Günther (Handballspieler) (* 1978), österreichischer Handballspieler
- Gustav Günther (Tiermediziner) (1868–1935), österreichischer Veterinärmediziner und Hochschullehrer
- Gustav Biedermann Günther (1801–1866), deutscher Chirurg, Anatom und Hochschullehrer

### H
- Hanno Günther (1921–1942), deutscher Widerstandskämpfer
- Hanns Günther (eigentlich Walter de Haas; 1886–1969), deutscher Autor und Übersetzer
- Hans Günther (Heimatforscher) (1874–1950), deutscher Lehrer, Heimatforscher und Sammler
- Hans Günther (Mediziner) (1884–1956), deutscher Internist
- Hans von Günther (1886–1973), deutscher Schriftsteller, Übersetzer und Verleger, siehe Johannes von Guenther
- Hans Günther (Schriftsteller) (1899–1938), deutscher Schriftsteller
- Hans Günther (SS-Mitglied) (1910–1945), deutscher SS-Sturmbannführer
- Hans Günther (Jurist) (1910–1978), deutscher Staatsanwalt
- Hans Günther (Slawist) (* 1941), deutscher Slawist und Literaturwissenschaftler
- Hans-Christian Günther (1957–2023), deutscher Altphilologe
- Hans Friedrich Günther (1880–1948), deutscher Literaturwissenschaftler
- Hans F. K. Günther (Hans Friedrich Karl Günther; 1891–1968), deutscher Philologe und Rassentheoretiker
- Hans-Jürgen Günther (* 1941), deutscher Studiendirektor a. D. und Historiker
- Hans Lauchlan von Guenther (1864–1934), deutscher Verwaltungsbeamter
- Hans-Ludwig Günther (* 1949), deutscher Rechtswissenschaftler und Hochschullehrer
- Hans Ludwig Albert Günther (1903–??), deutscher Schriftsteller
- Hans-Otto Günther (* 1948), österreichischer Wirtschaftswissenschaftler
- Hans Peter Günther (1941–2015), deutscher Kirchenmusiker
- Hans R. G. Günther (Hans Richard Gerhard Günther; 1898–1981), deutscher Philosoph und Hochschullehrer
- Harald Günther (* 1935), deutscher Chemiker
- Harri Günther (1928–2023), deutscher Landschaftsarchitekt
- Harro Günther (* 1952), deutscher Fußballspieler
- Hartmut Günther (Theologe) (1931–2008), deutscher Theologe
- Hartmut Günther (Psychologe) (* 1944/1945), deutscher Psychologe und Hochschullehrer
- Hartmut Günther (Linguist) (* 1946), deutscher Linguist
- Hedwig Günther (geb. Brosterhues; 1896–1966), deutsche Politikerin (SPD)
- Heinrich Günther (Theologe) (1678–1738), deutscher evangelischer Pfarrer, Theologe, Lehrer und Lyriker
- Heinrich Günther (Politiker) (1868–1933), deutscher Arzt und Politiker (DNVP)
- Heinrich Günther-Gera (Heinrich Paul Günther; 1864–1941), deutscher Bildhauer
- Heinrich Johann von Günther (1736–1803), deutscher Generalleutnant
- Heinrich Otto Guenther (1857–1910), deutscher Verwaltungsjurist
- Heinz Günther (Fußballspieler), deutscher Fußballspieler
- Heinz Günther, Geburtsname von Heinz G. Konsalik (1921–1999), deutscher Schriftsteller
- Heinz Günther (Fußballfunktionär) (1922–1995), deutscher Bergwerksdirektor und Fußballfunktionär
- Heinz Günther (Theologe) (1926–2003), deutscher protestantischer Theologe
- Helmut Günther (Autor) (1911–1983), deutscher Tanzpublizist
- Helmut Günther (Politiker, I), deutscher Politiker (CDU), MdL Sachsen
- Helmut Günther (Moderator), deutscher Fernsehmoderator
- Helmut Günther (Physiker) (* 1940), deutscher Physiker, Mathematiker und Hochschullehrer
- Helmut Günther (Politiker, 1953) (* 1953), österreichischer Beamter und Politiker (FPÖ)
- Herbert Günther (Schriftsteller, 1906) (1906–1978), deutscher Schriftsteller, Lyriker und Herausgeber
- Herbert Günther (Jesuit) (1925–2021), deutscher Jesuit und Medientätiger
- Herbert Günther (Politiker) (1929–2013), deutscher Jurist und Politiker (SPD)
- Herbert Günther (Unternehmer) (* 1941), deutscher Ingenieur und Unternehmer
- Herbert Günther (Jurist) (* 1943), deutscher Jurist und Politiker
- Herbert Günther (Schriftsteller, 1947) (* 1947), deutscher Kinder- und Jugendbuchautor
- Herbert Günther (Erziehungswissenschaftler) (* 1948), deutscher Grundschulpädagoge
- Herbert V. Guenther (1917–2006), deutscher Orientalist und Tibetologe
- Hermann Günther (Pädagoge) (1811–1886), deutscher Pädagoge und Schulleiter
- Hermann Günther (1879–1965), deutscher Geistlicher, siehe Viktor Hermann Günther
- Hermann Günther (Richter) (1882–1945), deutscher Jurist und Richter
- Hermann Günther (Bergmann) (1902–1974), deutscher Bergarbeiterfunktionär
- Hermann Günther (Schauspieler) (vor 1925–1979), deutscher Schauspieler
- Herta Günther (1934–2018), deutsche Malerin und Grafikerin
- Hilke Günther-Arndt (1945–2019), deutsche Historikerin und Geschichtsdidaktikerin
- Horst Günther (Soldat) (1920–1944), deutscher Soldat
- Horst Günther (Zahnmediziner) (* 1931), deutscher Kieferchirurg und Hochschullehrer
- Horst Günther (Politiker) (* 1939), deutscher Politiker (CDU)
- Horst Günther (Autor) (* 1945), deutscher Philosoph, Übersetzer und Herausgeber
- Hubertus Günther (* 1943), deutscher Kunsthistoriker
- Hugo Günther (1891–1954), deutscher Parteifunktionär (SPD/KPD/KPO/SED) und Versicherungsmanager

### I
- Ignaz Günther (1725–1775), deutscher Bildhauer
- Ilse Günther-Mayer (1934–2021), Schweizer Fotoreporterin und Pressefotografin
- Inez Günther (* 1956), deutsche Schauspielerin und Synchronsprecherin
- Ingo Günther (General) (1927–1998), deutscher Brigadegeneral
- Ingo Günther (Künstler) (* 1957), deutscher Medienkünstler
- Ingo Günther (Musiker) (* 1965), deutscher Musiker, Komponist und Schauspieler
- Isa Günther (* 1938), deutsche Schauspielerin
- Isabel Günther (* 1978), deutsche Ökonomin

### J
- Jakob Wilhelm Günther (1806–1879), deutscher Missionar (Australien)
- Jan Günther (* 1977), deutscher Volleyballspieler
- Jasper Günther (* 1999), deutscher Basketballspieler
- Jens-Uwe Günther (* 1937), deutscher Komponist und Dirigent
- Joachim Günther (Bildhauer) (1720–1789), deutscher Bildhauer
- Joachim Günther (Herausgeber) (1905–1990), deutscher Publizist
- Joachim Günther (Verkehrswissenschaftler) (1918–1976), deutscher Verkehrswissenschaftler und Hochschullehrer
- Joachim Günther (Politiker, 1948) (* 1948), deutscher Politiker (LDPD/FDP)
- Joachim Günther (Politiker, 1951) (* 1951), deutscher Politiker (SPD), Mitglied des Berliner Abgeordnetenhauses (MdA)
- Joachim Günther, Kopf der Schlagerband Die 4 Apostel
- Johann Günther (Medienwissenschaftler) (* 1949), österreichischer Medienwissenschaftler und Hochschullehrer
- Johann Arnold Günther (1755–1805), deutscher Politiker und Aufklärer
- Johann Christian Günther (Lyriker) (1695–1723), deutscher Lyriker
- Johann Christian Günther (Orgelbauer) (?–1815), deutscher Orgelbauer aus Lichtenwalde
- Johann Christian Günther (Pharmazeut) (1769–1833), deutscher  Apotheker und Botaniker
- Johann Christian Günther-de Bary (1797–1880), deutscher Kaufmann und Abgeordneter
- Johann Ernst Günther (1787–1852), deutscher Bürgermeister und Landtagsabgeordneter
- Johann Friedrich Ludwig Günther (1773–1854), deutscher Rechtswissenschaftler, Richter und Politiker
- Johann Gabriel Günther, deutscher Zimmerer
- Johann Heinrich von Günther (1736–1803), deutscher Generalleutnant
- Johann Heinrich Friedrich Günther (1794–1858), deutscher Veterinärmediziner
- Johann Jacob Günther (1771–1852), deutscher Mediziner
- Johannes von Guenther (auch Hans von Günther oder Erich M. Kamp; 1886–1973), deutscher Schriftsteller, Übersetzer und Verleger
- Johannes Günther (1896–1984), deutscher Literatur- und Theaterwissenschaftler
- Jörn Günther, Schweizer Antiquar und Herausgeber in Hamburg
- Josef Günther (1928–2013), deutscher Ingenieur, Önologe, Sachverständiger und Fachautor
- Josef Mayr-Günther, siehe Josef Mayr (Schriftsteller) (1844–1907), österreichischer Schriftsteller
- Julian Günther-Schmidt (* 1994), deutscher Fußballspieler
- Juliane Engell-Günther (1819–1910), Schweizer Schriftstellerin, Lehrerin und Frauenrechtlerin
- Julie Günther-Amberg (1855–1942), deutsche Malerin
- Julius Günther (Sänger) (1818–1904), schwedischer Opernsänger (Tenor) und Gesangspädagoge
- Julius Günther (Politiker) (1824–1909), deutscher Jurist und Politiker (NLP), MdR
- Julius Günther (Maler) (1830–1902), deutscher Genremaler der Düsseldorfer Schule
- Jürgen Günther (1938–2015), deutscher Comiczeichner
- Jutta Günther (* 1938), deutsche Schauspielerin
- Jutta Günther (Wirtschaftswissenschaftlerin) (* 1967), deutsche Wirtschafts- und Sozialwissenschaftlerin, Hochschullehrerin

### K
- Karin Günther (* 1952), deutsche Designerin und ehemalige Politikerin (NDPD)
- Karl Günther (Tiermediziner) (1822–1896), deutscher Tiermediziner und Hochschullehrer
- Karl von Günther (1861–1930/1931), deutscher Kaufmann und Konsul
- Karl Günther (Theologe) (* 1938), deutscher Pfarrer, Theologe, Orientalist und Heimatforscher
- Karl Günther-Hohenstein (eigentlich Karl Günther; 1866–??), deutscher Bildhauer
- Karl A. F. Günther (Charly Günther; 1904–1990), deutscher Autor
- Karl Christian Günther (1769–1833), deutscher Botaniker und Mediziner
- Karl Ehrenfried Günther (1757–1826), deutscher Pädagoge und Rektor
- Karl Friedrich Günther (Rechtswissenschaftler) (1786–1864), deutscher Rechtswissenschaftler, Hochschullehrer und Politiker, MdL Sachsen
- Karl Friedrich Günther (Botaniker) (* 1941), deutscher Botaniker
- Karl Friedrich Günther (Künstler) (1942–2025), deutscher Künstler
- Karl Gottlob Günther (1752–1832), deutscher Archivar
- Karl-Heinz Günther (Schriftsteller) (1924–2005), deutscher Kriminalschriftsteller
- Karl-Heinz Günther (Pädagoge) (1926–2010), deutscher Pädagoge
- Karla Günther, deutsche Radrennfahrerin
- Karoline Günther (Schwimmerin), deutsche Schwimmerin
- Karoline Günther-Bachmann (1816–1874), deutsche Schauspielerin und Opernsängerin (Sopran)
- Kaspar Günther (um 1626–??), deutscher Bildhauer
- Katharina Günther-Wünsch (* 1983), deutsche Politikerin (CDU), MdA
- Käthe Günther (1873–1933), deutsche Politikerin (DDP), MdL
- Katja Günther (* 1966), deutsche Verwaltungsjuristin und Ministerialbeamtin
- Katrin Günther (Medienmanagerin) (* 1966), deutsche Medienmanagerin
- Katrin Günther (Architektin) (* 1970), deutsche Architektin
- Klaus Günther (Zoologe) (1907–1975), deutscher Zoologe
- Klaus Günther (Prähistoriker) (1932–2006), deutscher Prähistoriker
- Klaus Günther (Gewerkschafter) (* 1938), deutscher Maschinenschlosser und Mitglied der Volkskammer der DDR
- Klaus Günther (Physiker) (* 1940), deutscher Physiker
- Klaus Günther (Fußballspieler) (* 1941), deutscher Fußballtorwart
- Klaus Günther (Politiker) (* 1941), deutscher Politiker (CDU)
- Klaus Günther (Politikwissenschaftler) (* 1941), deutscher Politikwissenschaftler und Hirnforscher
- Klaus Günther (Kameramann), deutscher Kameramann
- Klaus Günther (Unternehmer) (1948–2018), deutscher Unternehmer und Umweltschützer
- Klaus Günther (Chemiker) (* 1957), deutscher Chemiker
- Klaus Günther (Jurist) (* 1957), deutscher Jurist und Hochschullehrer
- Klaus Günther (Basketballspieler), deutscher Basketballspieler
- Klaus-Burkhard Günther (1944–2024), deutscher Sonderpädagoge und Hochschullehrer
- Klaus-Dietrich Günther (1926–2017), deutscher Ernährungs- und Tierphysiologe
- Konrad Guenther (1874–1955), deutscher Zoologe
- Kristina Günther-Vieweg (* 1977/1978), deutsche Theaterschauspielerin, Musicaldarstellerin und Kabarettistin
- Kurt Günther (Maler) (1893–1955), deutscher Maler
- Kurt Günther (Journalist) (1895–1940), deutscher Journalist, Widerstandskämpfer und NS-Opfer
- Kurt Günther (Politiker) (1896–1947), deutscher Politiker (NSDAP)
- Kurt Günther (Entomologe) (* 1930), deutscher Entomologe

### L
- Lars Günther (Politiker) (* 1976), deutscher Politiker (AfD)
- Lars Guenther (Fußballspieler) (* 1994), deutscher Fußballspieler
- Lasse Günther (* 2003), deutscher Fußballspieler
- Leena Günther (* 1991), deutsche Leichtathletin
- Leo Günther (1878–1943), deutscher Historiker, Heimatforscher und Privatgelehrter
- Leopold Günther (Schriftsteller) (1825–1902), deutscher Bühnenautor
- Leopold Günther-Schwerin (Leopold von Schwerin; 1865–1945), deutscher Schriftsteller, Bildhauer und Maler
- Linda-Marie Günther (* 1952), deutsche Althistorikerin
- Lloyd Guenther (1906–1995), US-amerikanischer Eisschnellläufer
- Loni Günther (* 1928), deutsche Politikerin (SED)
- Ludwig Günther (Jurist) (1773–1854), deutscher Jurist, Obergerichtspräsident, Mitglied des Braunschweigischen Landtags und Hochschullehrer
- Ludwig Günther (Ingenieur) (1877–nach 1919), deutscher Ingenieur und Photogrammeter

### M
- Manfred Günther (Schauspieler) (1935–1989), deutscher Schauspieler
- Manfred Günther (Ingenieur) (1935–2024), deutscher Ingenieur und Professor
- Manfred Günther (Fußballspieler, 1938)  (* 1938), deutscher Fußballspieler
- Manfred Günther (Rennfahrer) (1942–2005), deutscher Autorennfahrer
- Manfred Günther (Wirtschaftsinformatiker) (1943–2022), deutscher Wirtschaftsinformatiker
- Manfred Günther (Psychologe) (* 1948), deutscher Pädagogischer Psychologe
- Manfred Günther (Pfarrer) (* 1950), deutscher Pfarrer und Autor
- Manfred Günther (Fußballspieler, 1956) (1956–2001), deutscher Fußballspieler
- Maren Günther (* 1931), deutsche Politikerin (CSU), MdEP
- Maria Günther (1925–2021), deutsche Pferdesportlerin
- Marianne Günther (1916–1995), deutsche Schulleiterin
- Markus Günther (* 1965), deutscher Journalist und Autor
- Martin Günther (Politiker) (* 1982), deutscher Politiker (Die Linke)
- Martin Günther (Hochspringer) (* 1986), deutscher Hochspringer
- Matthäus Günther (1705–1788), deutscher Maler und Grafiker
- Matthias Günther (Schauspieler) (* 1947), deutscher Schauspieler und Hochschullehrer
- Matthias Günther (Mathematiker) (* 1955), deutscher Mathematiker und Hochschullehrer
- Matthias Günther (Dramaturg) (* 1963), deutscher Dramaturg und Regisseur
- Matthias Günther (Handballspieler) (* 1976), österreichischer Handballspieler
- Max Günther (Politiker) (1871–1934), deutscher Gewerkschafter und Politiker (SPD)
- Max Günther (Innenarchitekt) (1884–nach 1929), deutscher Innenarchitekt
- Max Günther (Kulturfunktionär) (1887–nach 1944), deutscher Lehrer und Kulturfunktionär
- Max Günther (Entomologe) (1898–1985), deutscher Entomologe
- Max Günther (Radsportler), deutscher Radrennfahrer und Radsporttrainer
- Max Günther (Maler) (1934–1974), Schweizer Maler, Grafiker und Bildhauer
- Maximilian Günther (* 1997), deutsch-österreichischer Automobilrennfahrer
- Michael Günther (Architekt), deutscher Architekt
- Michael Günther (Schauspieler, 1935) (* 1935), deutscher Regisseur, Schauspieler, Synchronsprecher und Übersetzer
- Michael Günther (Cembalist) (* 1956), deutscher Musiker
- Michael Günther (Glaskünstler) (* 1956), deutscher Designer und Glaskünstler
- Michael Günther (Herausgeber) (* 1958), deutscher Autor und Herausgeber
- Michael Günther (Schauspieler, 1966) (* 1966), deutscher Schauspieler
- Michael Günther, Geburtsname von Michael Günther Bard (1967–2024), deutscher Schauspieler
- Michael Günther (Mathematiker) (* 1967), deutscher Mathematiker und Hochschullehrer
- Mizzi Günther (1879–1961), österreichische Sängerin und Schauspielerin
- Monika Günther (* 1944), Performancekünstlerin, siehe Monika Günther und Ruedi Schill

### N
- Nils Günther (* 1973), Schweizer Komponist und Pianist

### O
- Ole Günther (* 2002), deutscher Handballspieler
- Oliver Günther (* 1961), deutscher Wirtschaftsinformatiker
- Oscar Günther (Politiker, 1861) (1861–1945), deutscher Politiker (FVp, FVP, DDP, WP), MdR
- Oskar Günther (Instrumentenbauer) (auch Oscar Günther; 1863–1933), deutscher Instrumentenbauer
- Oskar Günther (Politiker, II), deutscher Politiker, MdL Sachsen-Anhalt
- Oskar Günther (Politiker, I), deutscher Politiker (SPD, ASPD), MdL Sachsen
- Otfried Günther (1921–2012), deutscher Internist, Diabetologe und Hochschullehrer
- Otto Günther (Stadtrat) (1822–1897), deutscher Rechtsanwalt und Stadtrat
- Otto Günther (Unternehmer) (1845–1914), deutsch-österreichischer Unternehmer und Politiker
- Otto Günther (Fossiliensammler) (1855–nach 1903), deutscher Fossiliensammler
- Otto Günther (Philologe) (1861–1922), deutscher  Klassischer Philologe und Bibliothekar
- Otto Günther (Bibliothekar) (1864–1924), deutscher Historiker und Bibliothekar
- Otto Günther (Diplomat) (1884–1970), österreichischer Diplomat
- Otto Günther (Verleger) (1895–1963), österreichischer Zeitschriftenverleger
- Otto Günther-Naumburg (1856–1941), deutscher Maler und Hochschullehrer
- Otto Edmund Günther (1838–1884), deutscher Maler und Illustrator
- Owen Günther (1532–1615), deutscher Philosoph

### P
- Patrick Günther (Badminton), deutscher Badmintonspieler
- Patrick Günther (* 1987), deutscher Schauspieler, siehe Patrick G. Boll
- Paul Guenther (Industrieller) (1860–1932), US-amerikanischer Industrieller
- Paul Günther (Mathematiker, 1867) (1867–1891), deutscher Mathematiker
- Paul Günther (Wasserspringer) (1882–1959), deutscher Wasserspringer
- Paul Günther (Schauspieler) (1887–1962), deutscher Schauspieler
- Paul Günther (Physikochemiker) (1892–1969), deutscher Physikochemiker
- Paul Günther (Politiker) (1899–1967), deutscher Politiker (CDU)
- Paul Günther (Mathematiker, 1926) (1926–1996), deutscher Mathematiker
- Per Günther (* 1988), deutscher Basketballspieler
- Peter Günther (Radsportler) (1882–1918), deutscher Radrennfahrer
- Peter Günther (Schauspieler) (* 1983), deutscher Schauspieler
- Philipp Günther (* 1982), österreichischer Handballspieler
- Philipp Maria Günther, Pseudonym von Siegfried Heinemann (* 1952), deutscher Maler und Bildhauer

### R
- Rafael Yela Günther (1888–1942), guatemaltekischer Bildhauer
- Rainer Günther (* 1941), deutscher Herpetologe
- Ralf Günther (Produzent) (* 1962), deutscher Fernsehproduzent und Comedian
- Ralf Günther (Schriftsteller) (* 1967), deutscher Schriftsteller und Drehbuchautor
- Regine Günther (* 1962), deutsche Klimaexpertin, Berliner Senatorin
- Reinhold Günther (1863–1910), Schweizer Offizier und Schriftsteller
- Richard Günther (Mediziner) (1911–1980), deutscher Mediziner und Nationalsozialist
- Richard W. Guenther (1845–1913), US-amerikanischer Politiker deutscher Herkunft
- Rigobert Günther (1928–2000), deutscher Althistoriker
- Robert Günther (Politiker, 1874) (1874–nach 1932), deutscher Landwirt und Politiker (DNVP), MdL Preußen
- Robert Günther (Architekt), deutscher Architekt
- Robert Günther (Politiker, II), deutscher Politiker (AHB), MdL Anhalt
- Robert Günther (Mediziner) (1922–2017), österreichischer Hochschullehrer für Physikalische Medizin und Rheumatologie
- Robert Günther (Musikethnologe) (* 1929), deutscher Musikethnologe und Sammler
- Rolf Günther (SS-Mitglied) (1913–1945), deutscher SS-Sturmbannführer und Vertreter Adolf Eichmanns im RSHA
- Rolf Günther (Pfarrer) (1937–1978), deutscher evangelischer Pfarrer
- Rolf-Dieter Günther (1933–2011), deutscher evangelischer Pfarrer
- Rolf W. Günther (* 1943), deutscher Mediziner
- Roland Günther (* 1962), deutscher Radrennfahrer
- Rosmarie Günther (* 1942), deutsche Althistorikerin
- Rudolf Günther (Theologe) (1859–1936), deutscher evangelischer Theologe
- Rudolf Günther (Architekt, 1880) (1880–1941), deutscher Architekt
- Rudolf Günther (Architekt, 1902) (1902–1984), deutscher Architekt
- Rudolf Günther (Ingenieur) (1911–1989), deutscher Maschinenbauingenieur
- Rudolf Günther (Politiker) (1912–1992), deutscher Politiker (CDU)
- Rudolf Günther (Psychologe) (* 1943), deutscher Verkehrspsychologe
- Rudolf Biedermann Günther (1828–1905), deutscher Mediziner

### S
- Sabine Günther (geb. Sabine Rieger; * 1963), deutsche Leichtathletin
- Samantha Günther (* 1992), deutsche Dokumentarfilmregisseurin
- Sandra Günther (* 1975), deutsche Juristin, Rechtsanwältin, Autorin, Influencerin, Podcasterin und Darstellerin
- Sarah Günther-Werlein (* 1983), deutsche Fußballspielerin
- Sebastian Günther (Glasmaler) († 1862), deutscher Glasmaler
- Sebastian Günther (Islamwissenschaftler) (* 1961), deutscher Arabist und Islamwissenschaftler
- Sebastian Günther (Chemiker) (* 1962), deutscher Chemiker und Hochschullehrer
- Sergio Günther (1930–1981), deutscher Moderator
- Siegfried Günther (Musikwissenschaftler) (1891–1992), deutscher Musikwissenschaftler
- Siegfried Günther (Admiral) (1933–2019), deutscher Flottillenadmiral
- Siegmund Günther (1848–1923), deutscher Geograf, Mathematikhistoriker und Naturwissenschaftler
- Siegwart-Horst Günther (1925–2015), deutscher Tropenmediziner
- Silke Günther (* 1976), deutsche Ruderin
- Stefan Günther (* 1979), deutscher Synchronsprecher
- Stefan Günther (Bioinformatiker), deutscher Bioinformatiker und Hochschullehrer
- Stephan Günther (* 1963), deutscher Virologe
- Stephanie Günther (* 1966), deutsche Politikerin (Bündnis 90/Die Grünen)
- Sven Günther (Fußballspieler) (* 1974), deutscher Fußballspieler
- Sven Günther (Althistoriker) (* 1978), deutscher Althistoriker

### T
- Theodor Günther (1823–1889), deutscher Rittergutsbesitzer und Politiker, MdR
- Theodor Günther (Genealoge) (1903–1997), deutscher Genealoge
- Thomas Günther (Künstler) (1952–2018), deutscher Künstler und Autor
- Thomas Günther (Politiker, 1955) (* 1955), deutscher Politiker (CDU), MdL Rheinland-Pfalz
- Thomas Günther (Pianist), deutscher Pianist und Hochschullehrer
- Thomas Günther (Ökonom) (* 1961), deutscher Ökonom
- Thomas Günther (Politiker, 1967) (* 1967), deutscher Politiker (SPD), MdL Brandenburg
- Thomas Günther-Pomorski (* vor 1971), deutscher Biophysiker und Hochschullehrer
- Thomas Schmitz-Günther (* 1953), deutscher Journalist und Chefredakteur
- Thomas August Günther (* 1962), deutscher Maler, Grafiker und Musiker
- Tilman Günther (* 1969), deutscher Schauspieler
- Tilman Günther (Musiker) (* 1962), deutscher Jazzmusiker
- Tino Günther (* 1962), deutscher Politiker (FDP)
- Torsten Günther (* 1976), deutscher Fußball-, Futsal- und Beachsoccer-Schiedsrichter

### U
- Ulrich Günther (Musikpädagoge) (1923–2011), deutscher Musikpädagoge
- Ulrich Günther (Schauspieler) (* 1954), deutscher Schauspieler, Drehbuchautor und Songwriter
- Ulrike Günther (* 1989), deutsche Theaterregisseurin
- Ursula Günther (1927–2006), deutsche Musikwissenschaftlerin

### V
- Viktor Hermann Günther (1879–1965), deutscher Geistlicher

### W
- Walfried Günther (* 1955), deutscher Fußballspieler
- Walter Günther (Architekt) (1884–nach 1947), deutscher Architekt
- Walter Günther (Fußballspieler) (1915–1989), deutscher Fußballspieler
- Walter Günther (Reiter) (1921–1974), deutscher Spring- und Dressurreiter sowie Bundestrainer Dressurreiten
- Walter Günther (Politiker) (1923–nach 1967), deutscher Hochstapler und Politiker (SPD), „der falsche Chefarzt“
- Walter Günther-Braun (1874–1947), deutscher Sänger (Tenor)
- Walther Günther (1891–1952), deutscher Pädagoge und Medienfunktionär
- Werner Günther (Germanist) (1898–1988), Schweizer Germanist, Literaturwissenschaftler und Hochschullehrer
- Werner Günther (Jurist) (1913–nach 1986), deutscher Jurist
- Werner Günther (Fußballspieler, 1919) (1919–2008), deutscher Fußballspieler
- Werner Günther (Fußballspieler, 1959) (* 1959), deutscher Fußballspieler
- Wilhelm Günther (Politiker), sächsischer Unternehmer und Politiker
- Wilhelm Günther (Astronom) (1814–1869), deutscher Astronom
- Wilhelm Günther (SS-Mitglied) (1899–1945), deutscher SS-Brigadeführer
- Wilhelm Günther (Mathematiker) (1910–1996), deutscher Mathematiker und Professor für Theoretische Mechanik
- Wilhelm Günther (Autor) (* 1952), österreichischer Naturschutzbeauftragter, Montanhistoriker und Autor
- Wilhelm Arnold Günther (1763–1843), deutscher Geistlicher, Weihbischof in Trier
- Wilhelm Christoph Günther (1755–1826), deutscher Pfarrer und Autor
- William Barstow von Guenther (1815–1892), deutscher Verwaltungsbeamter
- William Bernhard von Guenther (1878–1960), deutscher Verwaltungsbeamter und Rittergutsbesitzer
- Willy Günther (1937–2023), deutscher Maler und Grafiker
- Wolfgang Günther (Politiker) (um 1578–1628), deutscher Politiker
- Wolfgang Günther (Theologe) (1586–1636), deutscher Theologe und Pfarrer
- Wolfgang Günther (Historiker) (1927–2012), deutscher Historiker
- Wolfgang Günther (Motorsportler) (1937–2023), deutscher Motorsportler
- Wolfgang Günther (Übersetzer) (1940–1998), deutscher Übersetzer
- Wolfgang Günther (Althistoriker) (* 1940), deutscher Althistoriker
- Wolfgang Günther (Publizist) (Pseudonym Gert Waldmann; * 1941), deutscher Germanist und Publizist, siehe Aktion Neue Rechte (Deutschland)
- Wolfgang Günther (Journalist) (* 1960), deutscher Journalist und Fernsehtrainer
- Wolfram Günther (* 1973), deutscher Jurist, Kunsthistoriker und Politiker (Bündnis 90/Die Grünen), MdL
- Wolfram A. Guenther (1929–2020), deutscher Schauspieler